# 엘리시아 클로로티카
엘리시아 클로로티카(학명: Elysia chlorotica)는 소형에서 중간 크기의 녹색 바다민달팽이로, 바다에 사는 후새완족류 연체동물이다. 겉보기에는 갯민숭달팽이처럼 생겼지만, 같은 계통군은 아니다. 대신, 수액을 빠는 민달팽이 무리인 낭설류 분류군에 속한다. 이 분류군의 일부 종은 자신이 먹은 조류의 엽록체를 이용해 광합성을 하는데, 이러한 현상을 색소체 탈취라고 한다.
엘리시아 클로로티카는 이러한 태양광으로 살아가는 바다달팽이 중 하나이다. 이 생물은 부등편모조류인 Vaucheria litorea(보우케리아 리토레아)의 엽록체와 세포 내 공생 관계를 맺고 살아간다.

## 분포
엘리시아 클로로티카는 미국 동부 해안 지역에서 발견되며, 매사추세츠주, 코네티컷주, 뉴욕주, 뉴저지주, 메릴랜드주, 로드아일랜드, 플로리다(동부 및 서부 플로리다), 텍사스주를 포함한 여러 지역에서 서식한다. 또한 북쪽으로는 캐나다 노바스코샤주까지 분포한다.

## 생태
이 종은 일반적으로 0m~0.5m 깊이의 소금 습지, 조수 습지, 웅덩이 및 얕은 개울에서 가장 흔히 발견된다

## 설명
성체 엘리시아 클로로티카는 일반적으로 민달팽이의 소화 곁주머니 세포에 Vaucheria litorea 엽록체가 존재하기 때문에 색상이 밝은 녹색이다. 민달팽이는 보호 껍질이나 다른 보호 수단이 없기 때문에, 조류에서 얻은 녹색 색상은 포식자에 대한 위장 역할도 한다. 조류 세포의 엽록체에서 녹색 색상을 띠므로, 민달팽이는 해저에 섞여 생존과 건강 가능성을 높이는 데 도움이 된다.
그러나 가끔 붉은색이나 회색으로 보일 수 있으며, 이는 몸 전체의 소화선 가지에 있는 엽록소의 양에 따라 달라지는 것으로 생각된다. 이 종은 또한 몸 전체에 흩어져 있는 매우 작은 빨간색 또는 흰색 반점이 있을 수 있다. 조류를 먹기 전의 어린 민달팽이는 엽록체가 없기 때문에 붉은 색소 반점이 있는 갈색이다. 엘리시아 클로로티카는 몸을 감싸도록 접힐 수 있는 큰 측면 부족지(parapodia)를 가진 전형적인 엘리시드(elysiid) 형태이다. 최대 60mm 길이까지 자랄 수 있지만, 일반적으로 20mm에서 30mm 사이로 발견된다.